# Addams Family Values (Music from the Motion Picture)
| Recensione | Giudizio |
| ---------- | -------- |
| AllMusic   |          |

Addams Family Values (Music from the Motion Picture) è un album in studio di autori vari, pubblicato nel 1993. Il disco è parte della colonna sonora del film La famiglia Addams 2 (Addams Family Values) assieme all'album di Marc Shaiman Addams Family Values (The Original Orchestral Score).

## Descrizione
L'album contiene numerosi brani hip hop e R&B, cover di brani funk/soul di altri artisti, tra cui: Charles & Eddie, che hanno reinterpretato Supernatural Thing composta da Haras Fyre e interpretata da  Ben E. King; H-Towncje jammp reinterpretato It's Your Thing degli Isley Brothers; Shabba Ranks, Patra e Terri & Monica, che hanno reinterpretato Family Affair di Sly & the Family Stone; R. Kelly e Mad Cobra che hanno reinterpretato Do Your Thing di Isaac Hayes.
Ima versopme re,oxata dal Tag Team del brano Whoomp! (There It Is), divenuta Addams Family (Whoomp!), venne utilizzata come singolo principale.
La Paramount Pictures aveva inoltre messo sotto contratto Michael Jackson per registrare una canzone a tema horror per il film e per promuoverlo con un videoclip. Nel tentativo di far fronte alla pubblicità negativa derivata dalle accuse di molestie nei confronti di minori, Jackson ha abusato di farmaci e ha dovuto subire una lunga riabilitazione. Fu così impossibilitato a finire il video e la sua canzone, Is It Scary, che non venne così utilizzata nel film. La canzone venne inclusa nell'album di Michael Jackson del 1997 Blood on the Dance Floor (HIStory in the Mix). Il video venne terminato indipendentemente e distribuito come cortometraggio con il titolo Ghosts.

## Tracce
1. H-Town – It's Your Thing – 3:59
2. Portrait – Be Thankful For What You've Got – 4:37
3. Roger Troutman and Fu-Schnickens – Express Yourself – 5:31
4. RuPaul – Whatcha See Is Whatcha Get – 4:50
5. Shabba Ranks – Family Affair (Rap Version) – 4:29
6. Brian McKnight – Night People – 4:29
7. Charles & Eddie – Supernatural Thing – 4:35
8. R. Kelly & Mad Cobra – Do Your Thing (Love On) – 4:35
9. Guru – Do It Any Way You Wanna (It's On You) – 4:28
10. P.M. Dawn – May You Always Drink Bizarre – 3:23
11. Tag Team – Addams Family (Whoomp!) – 3:50

Durata totale: 48:46